# Amanita xanthocephala
Amanita xanthocephala là một loài nấm thuộc chi Amanita trong họ Amanitaceae. Loài này được (Berk.) D.A. Reid & R.N. Hilton miêu tả khoa học lần đầu tiên năm 1980.
Tên khoa học xanthocephala là sự kết hợp của từ xanthos - ξανθοѕ (màu vàng) và từ kephale - κεφαλη (cái đầu) trong tiếng Hy Lạp cổ.
Amanita xanthocephala phát triển nhờ quan hệ nội cộng sinh với cây bạch đàn. Nấm này thường mọc trong những cánh rừng bạch đàn phía tây nam bang Tây Úc, cũng như ở phía đông nam gần thành phố Adelaide cho tới bang Queensland, Úc.
Lịch sử đã ghi nhận về việc có một người bị ngộ độc sau khi nếm thử một miếng nhỏ nấm này vào năm 1997.